# Толстунов, Игорь Александрович
И́горь Алекса́ндрович Толстуно́в (род. 30 января 1957 года, Москва) — советский и российский кинопродюсер, директор фильмов, создатель и глава студии ПРОФИТ. Продюсер порядка 40 полнометражных художественных фильмов и более 50 телевизионных фильмов и сериалов.

## Биография
Родился 30 января 1957 года в Москве. В 1978 окончил экономический факультет ВГИКа.
С 1980 до 1990 год работал заместителем директора и директором съёмочной группы киностудии имени М. Горького.
С 1984 года работал директором картин «ТАСС уполномочен заявить», «Клуб женщин» и других.
В 1984—1985 в качестве директора картины с российской стороны принимал участие в создании советско-американского мини-сериала «Пётр Великий».
В 1990 году основал студию «ТТЛ» (совместно с Валерием Тодоровским и Сергеем Ливневым), с 1991 по 1995 был её исполнительным директором.
С 1995 года возглавляет собственную кинокомпанию «Продюсерская фирма Игоря Толстунова» (ПРОФИТ).
С 1995 по 2005 год — генеральный директор кинокомпании «НТВ-Профит».
С 2002 по 2006 год — заместитель генерального директора телеканала СТС. В 2002—2004 гг. — исполнительный продюсер телеигры «Кресло».
С 2005 по 2010 год — генеральный продюсер фестиваля «Кинотавр».
В 2005 году инициировал создание Студии дебютного фильма «Проба» (под эгидой Гильдии продюсеров России), на которой начинающие кинематографисты снимают свои первые короткометражные фильмы.
Преподает «Продюсирование и менеджмент кино и телевидения» на Высших курсах сценаристов и режиссёров.
Член Европейской Киноакадемии «Феликс», член Российской Киноакадемии «Ника», член Российской телевизионной Академии «ТЭФИ», член правления Гильдии продюсеров кино России и Ассоциации теле- и кинопродюсеров.
Лауреат премии Федерации еврейских общин России «Человек года» (2004).
Обладатель премии Ассоциации кинопроизводителей Америки (MPAA) «За выдающиеся достижения в развитии частного фильмопроизводства в России» (1999) и один из пяти «…самых перспективных кинопродюсеров России…» по версии журнала Forbes (2005).

## Продюсер телесериалов
- 2000—2001 — «День рождения Буржуя» (НТВ)
- 2001 — «Ключи от смерти» (НТВ)
- 2003 — «Таксист. Крутые повороты» (НТВ)
- 2003 — «Москва. Центральный округ» (НТВ)
- 2003—2005 — «Даша Васильева. Любительница частного сыска» (СТС)
- 2003—2007 — «Евлампия Романова. Следствие ведёт дилетант» (СТС)
- 2004 — «Кавалеры морской звезды» (СТС)
- 2004—2007 — «Виола Тараканова. В мире преступных страстей» (СТС)
- 2004 — «Формула» (СТС)
- 2005 — «Молоды и счастливы» (СТС)
- 2005 — «Близкие люди» (СТС)
- 2005 — «Большое зло и мелкие пакости» (СТС)
- 2005 — «Клоунов не убивают» (СТС)
- 2005 — «Миф об идеальном мужчине» (СТС)
- 2005 — «Мой личный враг» (СТС)
- 2005 — «Подруга особого назначения» (СТС)
- 2005 — «Умножающий печаль» (СТС)
- 2005 — «Новый русский романс» (СТС)
- 2006 — «Громовы» (Россия)
- 2006 — «Дурдом» (НТВ)
- 2006 — «Битвы божьих коровок» (СТС)
- 2006 — «Пороки и их поклоннки» (СТС)
- 2006 — «Запасной инстинкт» (СТС)
- 2006 — «Седьмое небо» (СТС)
- 2006 — «Первое правило королевы» (СТС)
- 2006—2007 — «Иван Подушкин. Джентльмен сыска» (СТС)
- 2007 — «Дом-фантом в приданое» (СТС)
- 2007 — «Такси для ангела» (СТС)
- 2007 — «Саквояж со светлым будущим» (СТС)
- 2008—2011 — «Знахарь» (НТВ)
- 2008 — «Защита» (Звезда)
- 2009 — «Правило лабиринта: плацента» (НТВ)
- 2009 — «Я вернусь» (Первый канал)
- 2009 — «Непридуманное убийство» (Первый канал)
- 2009 — «Победный ветер, ясный день» (Домашний)
- 2010 — «Школа» (Первый канал)
- 2010 — «Танго с ангелом» (Первый канал)
- 2010 — «Предлагаемые обстоятельства» (Первый канал)
- 2011 — «Пять шагов по облакам» (Первый канал)
- 2012 — «Дом образцового содержания» (Первый канал)
- 2012 — «Бигль» (Звезда)
- 2013 — «Закон обратного волшебства» (Первый канал)
- 2013 — «Станица» (Первый канал)
- 2014 — «Любить и ненавидеть» (ТВ Центр)
- 2014 — «Инквизитор» (Интер, Первый канал)
- 2014 — «Соблазн» (Первый канал)
- 2014 — «Чужой среди своих» (Интер)
- 2015 — «Молодая гвардия» (Первый канал)
- 2017 — «Что и требовалось доказать» (Первый канал)
- 2017 — «Большие деньги» (Первый канал)
- 2017 — «Дневник новой русской»
- 2018 — «Жёлтый глаз тигра» (Первый канал)
- 2018 — «Чужая кровь» (Первый канал)
- 2021 — «Медиатор»
- 2021 — «Самка богомола»
- 2022 — «Клиника усыновления» (Первый канал Евразия, smotrim)
- 2023 — «Два берега» (Первый канал) (Kino 1 TV)

## Фильмография (продюсер)
1. 1991 — «Любовь»
2. 1991 — «Кикс»
3. 1993 — «Мечты идиота»
4. 1994 — «Подмосковные вечера»
5. 1997 — «Вор»
6. 1997 — «Сирота казанская»
7. 1997 — «Три истории»
8. 1998 — «Две луны, три солнца»
9. 1998 — «Цирк сгорел, и клоуны разбежались»
10. 1998 — «Хочу в тюрьму»
11. 1999 — «Ворошиловский стрелок»
12. 1999 — «Восток — Запад»
13. 1999 — «Затворник»
14. 1999 — «Мама»
15. 1999 — «Поклонник»
16. 1999 — «Умирать легко»
17. 2000 — «Женщин обижать не рекомендуется»
18. 2000 — «Лунный папа»
19. 2000 — «24 часа»
20. 2000 — «Русский бунт»
21. 2001 — «Подари мне лунный свет»
22. 2001 — «Приходи на меня посмотреть»
23. 2001 — «Займемся любовью»
24. 2002 — «Радости и печали маленького лорда»
25. 2002 — «Летний дождь»
26. 2004 — «Папа»
27. 2004 — «Водитель для Веры»
28. 2004 — «Операция „Эники-Беники“»
29. 2005 — «Солдатский декамерон»
30. 2006 — «Питер FM»
31. 2007 — «Кружовник»
32. 2007 — «Май»
33. 2007 — «Путешествие с домашними животными»
34. 2007 — «Муж на час»
35. 2008 — «Все умрут, а я останусь»
36. 2008 — «Тариф „Новогодний“»
37. 2008 — «Чизкейк»
38. 2008 — «Тётя Клава фон Геттен»
39. 2008 — «Храни меня, дождь»
40. 2009 — «Снегирь»
41. 2010 — «Чужая»
42. 2010 — «Про любoff»
43. 2010 — «Лучший друг моего мужа»
44. 2011 — «На крючке»
45. 2011 — «Рейдер»
46. 2013 — «Метро»
47. 2014 — «Как меня зовут»
48. 2014 — «Испытание»
49. 2016 — «Монах и бес»
50. 2016 — «Ледокол»
51. 2018 — «Ну, здравствуй, Оксана Соколова!»
52. 2023 — «Еврей»
53. 2022 — «Сердце Пармы»
54. 2023 — «Мастер и Маргарита»
55. 2024 — «Чистый лист»